# Земетресение
Земетресението (наричано още земетръс) представлява разклащане на земната повърхност, породено от разместването на част от земната кора и внезапното освобождаване на голямо количество енергия. Разпространяването на трептенията в земните пластове се нарича сеизмична вълна.
Земетресенията настъпват вследствие на натрупано напрежение и деформации в земната кора. Областта на разрушенията се нарича огнище на земетресението. Точката под земята, откъдето е освободена енергията, се нарича хипоцентър. Проекцията на хипоцентъра върху земната повърхност се нарича епицентър. Науката за земетресенията се нарича сеизмология.
Земетресенията могат да бъдат толкова силни, че да разрушат цели градове и да предизвикат цунами, свлачища и дори вулканични изригвания. Сеизмичната активност на определен район се определя от честотата, вида и размера на земетресенията в продължение на определен период. Земетресенията се измерват с помощта на сеизмометри. Най-често се използва скалата на Рихтер.
По своя произход земетресенията се делят на тектонски и вулканични. По дълбочина на хипоцентъра се делят на плитки (до 100 km), междинни (от 100 до 300 km) и дълбоки земетресения (от 300 до 700 km). Най-разрушителни са плитките тектонски земетресения.

## Причини за земетресенията
Причина за повечето земетресения са сблъскването или отделечаването на литосферните плочи.

### Естествени земетресения
Сеизмичните процеси се причиняват от отделянето на топлина в земните недра, образуването на тектонски разломи и вулканичната дейност. Преобладават тектонските причини, а земетресенията, породени от тях, имат най-голям обхват и причиняват най-големи поражения.
Земетресенията възникват най-често в областите, където има разломи в земната кора. Тази връзка е ясно изразена при активните разломи по границите на тектонските плочи, където са съсредоточени огнищата на най-силните земетресения. Тези явления може да се обяснят с теорията за тектониката на плочите.
Литосферните плочи се плъзгат върху пластичния слой на горната мантия под действието на конвективни течения. Скоростите им имат различни посоки, поради което плочите се сблъскват или възсядат, раздалечават се или се плъзгат странично една спрямо друга. Движещите тектонски сили пораждат напрежения, които постепенно се увеличават, докато достигнат критична стойност, над която скалите се разрушават и земната кора се разкъсва. Тектонските блокове продължават да се преместват, докато напреженията се разсеят напълно. Освободената тектонска енергия поражда мощни механични импулси (земетресения), които се разпространяват в земната кора като еластични вълни. Възможно е също едно земетресение да предизвика образуване на разлом, но той има относително малки размери и се разпространява само в границите на седиментния слой на земната кора. Тези разломи се образуват в резултат на неравномерните слягания в седиментните отложения, предизвикани от сеизмичния трус (напр. разседите в плиоценския комплекс на Софийската котловина).
Земетресения се пораждат и от други естествени земни причини – вулканична дейност, срутвания в големи карстови празнини или в стръмни планински склонове и др. По сила те могат да бъдат съизмерими с тектонските земетресения, но обхватът им е малък и последиците от тях имат само местно значение.

### Изкуствени земетресения
Докато повечето земетресения са причинени от движението на тектоничните плочи на Земята, някои са предизвикани от човешката дейност. Четири основни дейности допринасят за това явление: съхранението на големи количества вода зад бент (и евентуално изграждане на изключително тежка сграда), пробиване и инжектиране на течност в кладенци и добивът на въглища и нефт при сондиране. Строителството на големи водохранилища нарушава равновесието на скалите в земната кора чрез допълнителното им натоварване с огромна водна маса. Увеличаването на напреженията и намаляването на триенето във водонаситените скали причинява локални премествания в земната кора. След запълването през 1935 г. на водохранилището Мид в Аризона, което е разположено в несеизмичен район, в течение на десет години са регистрирани 600 труса с магнитуд около 5. Подобен е случаят с язовира „Койна“ недалеч от Бомбай (запълнен през 1967 г.), който е предизвикал много земетресения с магнитуд до 6,5. Най-известният пример е земетресението от 2008 г. в китайската провинция Съчуан, довело до 69227 смъртни случая.
Най-голямото земетресение в историята на Австралия също е предизвикано от човека, този път – от добив на въглища. Градът Нюкасъл е построен върху въгледобивни райони. Земетресението се активира поради милионите тонове скална маса, отстранени в процеса на добив.
Подземните ядрени взривове също предизвикват изкуствени земетресения – в Невада през 1968 г. е предизвикан трус с магнитуд 6,3.

## Характеристики на земетресенията

### Епицентър
Епицентърът е точката на земната повърхност, намираща се точно над хипоцентъра. Терминът е въведен от ирландския сеизмолог Робърт Малет. С други думи, епицентърът е проекцията на хипоцентъра. За да се определи местоположението на епицентъра, се използват сеизмични станции. Не е задължително там да се наблюдават най-големите разрушения. Обикновено най-голямото разрушение се случва на известно разстояние от епицентъра, където сеизмичната вълна пристига под ъгъл.

### Хипоцентър
Хипоцентърът е мястото на възникване на земетресението под земята. Огнището на земетресението може да бъде на дълбочина от 2 – 3 до 35 km, в редки случаи и до 600 – 700 km. От него във всички посоки се разпространяват земетръсните вълни. С отдалечаване от хипоцентъра силата на земетресението намалява.
В горната част на земната кора (до 20 km) хипоцентровете се появяват в резултат на чупливи деформации. В по-дълбоките слоеве те възникват на фона на преобладаващите пластични деформации. При случай на експлозия на атомна бомба хипоцентърът е зоната непосредствено под експлозията.

### Сеизмични вълни
Сеизмичните вълни възникват вследствие на земетресения, вулканични изригвания, движение на магмата, големи свлачища и големи изкуствени експлозии, които излъчват нискочестотна акустична енергия. Те се разпространяват в земните недра. По своя път през вътрешността на Земята те могат да се пречупват, отразяват, разсейват и абсорбират. Скоростта на разпространение на сеизмичните вълни зависи от техния вид и от плътността и еластичността на средата, през която преминават.:с. 48 – 50:с. 56 – 57 В геофизиката пречупването или отражението на сеизмичните вълни се използва за изследване на структурата на вътрешността на Земята.

### Вторични трусове
Силните земетресения винаги са придружени от множество вторични трусове на същото място. Техният брой и интензитет намаляват с течение на времето, но могат да продължат с месеци. Особено висока вероятност за силни трусове има в първите часове след основния трус. Има много случаи, когато увредената от земетресение сграда се срутва едва при по-слаб вторичен трус. Вторичните трусове са заплаха по време на спасителните операции. Ако един вторичен трус е по-силен от основния, той бива квалифициран като основен, а първият по време се нарича предземетресение. Вторичните трусове се получават, когато земната кора се нагажда към ефектите от главния удар.

## Измерване на силата и въздействието
Силата на земетресенията се оценява по техния ефект, който намалява с отдалечаване от епицентъра. Проявата на определено място се оценява по макросеизмична ска̀ла и тя съответно е различна на различните места. Обаче отделената в епицентъра енергия се оценява еднозначно чрез магнитуда. Магнитудът се измерва най-често по ска̀лата на Рихтер. В Европа ефектът на земетресенията се описва обичайно чрез ска̀лите на Медведев – Шпонхойер – Карник (МШК) и на Меркали – Канкани – Зиберг, а в САЩ – по модифицираната скала на Меркали. От 1996 година в страните от Европейския съюз се използва по-съвременната Европейска макросеизмична скала (ЕМС). В Япония използват скалата на Омори.

### Ска̀ла на магнитуда. Ска̀ла на Рихтер
Магнитудната ска̀ла измерва земетресенията по магнитуд, който е относителната характеристика на отделената енергия при земетресението. Съществуват няколко магнитуда и съответни магнитудни ска̀ли: локален магнитуд (Ml); магнитуд, определян по повърхностни вълни (Ms); магнитуд, определян по обемни вълни (Mb); моментен магнитуд (Mw).
Най-популярната ска̀ла за оценка на енергията при земетресение е локалната ска̀ла за магнитуд на Рихтер. При нея, нарастването с една степен на магнитуда съответства на 32-кратното увеличение на освобождаваната сеизмична енергия. Земетресение с магнитуд 2 е едва доловимо, докато магнитуд 7 е долната граница на разрушителните земетресения, обхващащи големи територии.

### Ска̀ла на интензитета
Силата на земетресението е качествена характеристика и показва характера и степента на въздействието на земетресението върху повърхността на земята, хората, животните, както и върху естествените и изкуствените съоръжения в района на земетресението. По света се използват няколко ска̀ли на интензитета: в Европа – Европейска макросеизмична ска̀ла (EMS), в Япония – ска̀ла на Японската метеорологична агенция (Shindo), в САЩ и Русия – модифицираната ска̀ла на Меркали (MM):
- 1-ва степен (незабележимо) – отбелязва се само от специални устройства;
- 2-ра степен (много слабо) – усеща се само от много чувствителни домашни любимци и хора по горните етажи на високи сгради;
- 3-та степен (слабо) – усеща се само във вътрешността на някои сгради, като вибрация на камион;
- 4-та степен (умерено) – земетресението се усеща от много хора; възможно е отместване на отворени прозорци и врати;
- 5-а степен (отбележимо силно) – разклащане на висящи предмети, шумове в конструкцията на сгради, счупване на прозорци, посипване на прах;
- 6-а степен (силно) – леки повреди по конструкцията на сгради, пукнатини по мазилката и др.;
- 7-а степен (много силно) – значителни щети по сградите; пукнатини в мазилка и отчупване на отделни парчета, тънки пукнатини по стените, напукване на комини; пукнатини по основите;
- 8-а степен (разрушително) – разрушения в сградите: големи пукнатини по стените, падащи корнизи и комини. Свлачища и пукнатини до няколко сантиметра по планински склонове;
- 9-а степен (опустошително) – срутвания на някои сгради, падащи стени, прегради и покриви. Свлачища, срутвания и падане на отломки в планините. Скоростта на нарастване на пукнатините може да бъде до 2 cm/s;
- 10-а степен (унищожително) – срутване на много сгради; в други – сериозни щети. Пукнатини в почвата до 1 m ширина, лавини, свлачища. Поради струпването на отломки, в речните долини могат да се образуват езера;
- 11-а степен (катастрофално) – многобройни пукнатини по земната повърхност, големи лавини в планините. Масово разрушение на сгради;
- 12-а степен (тотално) – промени на релефа в големи мащаби. Огромни лавини и срутвания. Пълно разрушение на сгради и съоръжения.

### Ска̀ла на Медведев – Шпонхойер – Карник (MSK-64)
12-степенната ска̀ла на Медведев – Шпонхойер – Карник е разработана през 1964 г. и получава широко разпространение в Европа. От 1996 г. в страните на Европейския съюз се използва по-съвременната Европейска макросеизмична скала (EMS).

### Измервателни прибори
За откриването и записването на всички видове сеизмични вълни се използват специални устройства – сеизмографи. В повечето случаи, сеизмографът има тежест, закрепена с пружина, която по време на земетресението остава неподвижна, докато останалите части от прибора (корпус, опора) се движат спрямо тежестта. Някои сеизмографи са чувствителни към хоризонтални движения, а други – към вертикални. Вълните се регистрират от вибриращо перо върху движеща се хартиена лента. Има и електронни сеизмографи (без хартиена лента).

## Големина и честота
Смята се, че около 500 000 земетресения се случват всяка година, които могат да бъдат регистрирани със съвременната апаратура. 100 000 от тях могат да се усетят. Незначителни земетресения се случват почти постоянно по целия свят в места като Калифорния и Аляска в САЩ, както и в Салвадор, Мексико, Гватемала, Чили, Перу, Индонезия, Иран, Пакистан, Азорските острови в Португалия, Турция, Нова Зеландия, Гърция, Италия, Индия, Непал и Япония, но земетресения могат да се случат почти навсякъде, включително Ню Йорк, Англия и Австралия. По-големите земетресения се случват по-рядко. Честотата на земетресенията се дава със закона на Гутенберг-Рихтер.
Броят на сеизмичните станции се е увеличил от около 350 през 1931 г. до десетки хиляди днес. В резултат на това, много повече земетресения са регистрирани, отколкото в миналото, но това се дължи на подобряване на апаратурата, а не на увеличаване на общия брой земетресения. Геоложки проучвания на САЩ показват, че от 1900 г. насам има средно по 18 големи земетресения (магнитуд 7,0 – 7,9) и едно голямо земетресение (магнитуд 8 или повече) на година, и че това средно число е относително стабилно. През последните години, броят на силните земетресения годишно намалява, въпреки че това вероятно е статистическо колебание, а не тенденция. По-подробни статистически данни за размера и честотата на земетресенията съществуват от геоложките проучвания на САЩ. Едно скорошно увеличение на броя на големите земетресения е отбелязано, което би могло да се обясни с цикличен модел на периоди на интензивна тектонска активност, последвани с по-дълги периоди на ниска интензивност. Въпреки това, точни данни на земетресенията започват да се събират едва в началото на XX век, така че е твърде рано да се заяви категорично, че това е случаят.
Повечето от световните земетресения стават в 40000-километровата, с форма на подкова зона, наричана тихоокеански сеизмичен пояс, известен като тихоокеански огнен пръстен. Мащабните земетресения по принцип се появяват и по други граници на тектонски плочи, както по протежение на Хималаите
С бързото развитие на мегаградове като Мексико Сити, Токио и Техеран в райони с висока сеизмична опасност, някои сеизмолози предупреждават, че един трус може да отнеме живота на близо три милиона души.

## Географско разпространение на земетръсите
Продължителните проучвания са доказали, че земетръсите са доста чести и обикновени явления. Средно взето, земната повърхност е разтърсвана от около 6000 земетръси годишно или от близо едно земетресение на всеки 30 минути. Това са само земетръси, които могат да се почувстват от хората, а тези, които уредите отчитат, са много повече. От това следва, че земетръсите не са изключения, а са нормални явления, които наподобяват непрекъснатата пулсация на земната кора.
Средно годишно около Тихия океан се случват 700 земетръса, в Атлантическия – 100, в Индийския – 30. По континенти земетръсите са разпределени както следва: в Азия – 1700, в Европа – 1300, в Южна Америка – 1160, в Африка – 450, в Северна Америка – 300 и в Австралия с Нова Гвинея и Тасмания – 230. В столицата на Япония – Токио средно всеки четвърти ден се усеща по един земетръс. Лима, столицата на Перу, от основаването си до днес е била разрушавана 11 пъти от земетръси.
Установено е, че земетръсите по земното кълбо са свързани предимно с тектонските линии по младонагънатите планини. Земетръсните области се наричат сеизмични. В старите платформи земетръси въобще не се случват. Такива области се известни под името асеизмични. По земното кълбо се различават два земетръсни пояса: средиземноморски и тихоокеански.
В Европа най-земетръсни са някои области на Апенинския и Балканския полуостров. Известни са катастрофалните земетресения в Калабрия през 1783 г., когато са загинали 100 000 души; в Месина през 1908 г. са загинали 85 000 деши; земетресението на 14 април 1928 г. в Горнотракийската низина, когато са били нанесени големи щети на Пловдив, Поповица, Първомай, Чирпан; земетресението на Йонийските острови през 1953 г., земетресението на 9 юли 1956 г. с център остров Санторини и това, което на 26 юли 1963 г. разруши Скопие. В Пиренейския полуостров катастрофално е било земетресението, станало в Лисабон на 1 октомври 1755 г., от което са загинали 32 000 души. Земетръси се случват и в Кримския полуостров. Те са свързани с потъване на черноморското дъно и с издигане на Кримските планини.
В Азия най-много земетресения стават на Японския и Малайския архипелаг, на полуостров Индостан в областта Асам, в Средна Азия в Тяншан, Памир, в Мала Азия и другаде. Силни земетресения е имало в Казахстан при град Алмати през 1887 г., чиито сеизмични вълни са се разпрострели до 1600 km дължина и на 960 km ширина. През 1911 г. на същото място се образувала пукнатина с дължина 50 km и на места ширина до 8 m. През 1948 г. силно земетресение се е появило в района на Ашхабад в Туркменистан, чийто епицентър е бил в Иран. През 1960 г. силен земетръс унищожи част от град Ташкент.
В Африка земетръсна област представляват Атласките планини и особено разломната област на Източноафриканските грабени. На 1 март 1960 г. е бил разрушен град Агадир в Мароко. В Северна Америка силни земетресения се случват в Калифорния. През 1906 г. е бил разрушен град Сан Франциско. Земетресения се появяват още в областите на Мексиканската планинска земя, Гватемала (през февруари 1976 г. катастрофално земетресение взе 50 000 жертви), Антилските острови. В Южна Америка земетръсна е планинската област на Андите, като най-много земетресения се случват във Венецуела, Еквадор, Перу и Чили.
Последиците от земетресенията са разнообразни. Техният морфоложки ефект е съществен, понеже на места настъпват чувствителни промени, образуват се земетръсни откоси, високи от 1 до 60 m (в Кения – Африка и Асам – Хималаите). Процепите, образувани от земетресенията, са с различна ширина и достигат до 8 m, а тяхната дължина надминава 160 km в Кения и достига до 350 km в Калифорния. Случват се и катастрофални срутвания, причинени от земетръсите. Такъв е случаят в планинската област Памир, където срутените маси заприщват долината на река Мургаб и образуват Сарезкото езеро (с дължина 56 km). Поради това, че са млади образувания, процепите и земетръсните откоси са добре изразени релефни форми, но понеже са подложени на разрушителното действие на външните земни сили, те в непродължително време губят съществените си външни белези.

## Най-силните и най-опустошителните земетресения
Силата на земетресенията е определящ фактор, докато опустошенията, които те предизвикват, зависят от мястото на което са се случили.

### 19и20 век[20]
| епицентър                                    | дата              | географска ширина | географска дължина | магнитуд  | Брой жертви | Забележка |
| -------------------------------------------- | ----------------- | ----------------- | ------------------ | --------- | ----------- | --- |
|                                              |                   |                   |                    |           |             | |
| Крайбрежие на Еквадор                        | 31 януари 1906    | 1 с.ш.            | 81,5 з.д.          | 8,8       | 1000        | |
| В близост до Сан Франциско                   | 18 април 1906     | 37 с.ш.           | 122 з.д.           | 7,8       | 3000        | |
| Валпараисо, Чили                             | 17 август 1906    | 33 ю.ш.           | 72 з.д.            | 8,2       | 20 000      | |
| Месина, Италия                               | 28 декември 1908  | 38,3 с.ш..        | 15,6 и.д.          | 7,2       | 80 000      | |
| Нинся, Китай                                 | 16 декември 1920  | 36,6 с.ш.         | 105,3 и.д.         | 8,6       | 200 000     | |
| Камчатка                                     | 3 февруари 1923   | 54 с.ш.           | 161 и.д.           | 8,5       | няма данни  | |
| Канто, Япония                                | 11 септември 1923 | 35,4 с.ш.         | 139,1 и.д.         | 7,9       | 143 000     | |
| Танго, Япония                                | 7 март 1927       | 35,8 с.ш.         | 134,9 и.д.         | 7,6       | 3020        | |
| Цинхай, Китай                                | 22 май 1927       | 37,4 с.ш.         | 102,3 и.д.         | 7,9       | 200 000     | |
| Санрику, Япония                              | 2 март 1933       | 39,3 с.ш.         | 144,6 и.д.         | 8,4       | 2990        | |
| Бихар, Индия                                 | 15 януари 1934    | 27,6 с.ш.         | 87,1 и.д.          | 8,1       | 10 700      | |
| Море Банда                                   | 1 февруари 1938   | 5,25 ю.ш.         | 130,5 и.д.         | 8,5       | няма данни  | |
| Ерзинджан, Турция                            | 26 декември 1939  | 39,8 с.ш.         | 39,5 и.д.          | 7,8       | 32 700      | |
| Ашхабат, дн. Туркменистан                    | 6 октомври 1948   |                   |                    | 7,3       | 110 000     | Не е официално регистрирано, |
| Индийско-китайска граница                    | 15 август 1950    | 28,5 с.ш.         | 96,5 и.д.          | 8,6       | 1526        | |
| Камчатка                                     | 4 ноември 1952    | 52,75 с.ш.        | 159,5 и.д.         | 9,0       | няма данни  | |
| Андреанови острови, Алеутски острови, Аляска | 9 март 1957       | 51,3 с.ш.         | 175,8 з.д.         | 9,1       | 5           | No. 4 най-силните по магнитуд. То нанася щети на Алеутските острови и Хавайските острови и дори причинява цунами. Там няма смъртни случаи, но общо 4 смъртни случая на бреговете на Чили 25 часа по-късно в град Ел Табо и един водолаз в северната част на Чили. |
| Канто, Япония                                | 8 май 1908        | 35,9 с.ш.         | 139,8 и.д.         | 8,4       | 398 000     | |
| Валдивия, Чили                               | 22 май 1960       | 38,2 ю.ш.         | 73,1 з.д.          | 9,6       | 5000        | Най-мощното земетресение, регистрирано до момента, No. 1 най-силните по магнитуд |
| Принц Уилям Саунд, Аляска                    | 28 март 1964      | 61,1 с.ш.         | 147,5 з.д.         | 9,3       | 125         | No. 2 най-силните по магнитуд |
| Алеутски о-ви                                | 4 февруари 1965   | 51,3 с.ш.         | 178,6 и.д.         | 8,7       | няма данни  | |
| Перу                                         | 31 май 1970       | 9,3 ю.ш.          | 78,8 з.д.          | 7,9       | 66 000      | |
| Манагуа, Никарагуа                           | 23 декември 1972  | 12,4 с.ш.         | 86,1 з.д.          | 6,2       | 6000        | |
| Хайченг Китай                                | 4 февруари 1975   | 40,7 с.ш.         | 122,7 и.д.         | 7,0       | 10 000      | |
| Гватемала                                    | 4 февруари 1976   | 15,3 с.ш.         | 89,1 з.д.          | 7,5       | 23 000      | |
| Тангшан, Китай                               | 27 юли 1976       | 39,6 с.ш.         | 117,9 и.д.         | 7,6       | 242 419     | |
| Табас, Иран                                  | 16 септември 1978 | ?                 | ?                  | 7,5 – 7,9 | 25 000      | Не е официално регистрирано |
| Авелино, Италия                              | 23 ноември 1980   | 40,9 с.ш.         | 15,3 и.д.          | 7,0       | 2735        | |
| Мичоакан, Мексико                            | 19 септември 1985 | 18,4 с.ш.         | 102,4 з.д.         | 8,0       | 9500        | |
| Спитак, дн. Армения                          | 7 декември 1988   | 40,9 с.ш.         | 44,1 и.д.          | 7,2       | 25 000      | |
| Латур, Индия                                 | 29 септември 1999 | 18,1 с.ш.         | 76,5 и.д.          | 6,2       | 9750        | |
| Кобе, Япония                                 | 17 януари 1995    | 34,6 с.ш.         | 135 и.д.           | 6,9       | 6500        | |
| Нова Гвинея                                  | 17 юли 1998       | 2,9 ю.ш.          | 142,6 и.д.         | 7,0       | 1600        | |
| Колумбия                                     | 25 януари 1999    | 4,5 с.ш.          | 75,7 з.д.          | 6,2       | 1185        | |
| Измит, Турция                                | 17 август 1999    | 40,8 с.ш.         | 30 и.д.            | 7,6       | 17 118      | |
| Тайван                                       | 20 септември 1999 | 23,8 с.ш.         | 120,9 и.д.         | 7,6       | 2400        | |
| Перу                                         | 13 август 1868    | 18,3 ю.ш.         | 70,2 з.д.          | 8,5 – 9,0 | 25 000      | |
| Каскади, САЩ, Канада                         | 26 януари 1700    | 45,0 с.ш.         | 125,0 з.д.         | 9,0       | няма данни  | |
| Суматра, Индонезия                           | 25 ноември 1833   | 2,5 ю.ш.          | 100,5 и.д.         | 8,8 – 9,2 | няма данни  | |
| Алгарв, Португалия                           | 1 ноември 1755    | 36,0 с.ш.         | 11,0 з.д.          | 8,5 – 9,0 | 100 000     | |
| долината на р. Струма, България              | 4 април 1904      | 41,5 с.ш.         | 23,7 и.д.          | 7,2 – 7,8 | 260         | |
| Общ брой загинали                            |                   |                   |                    |           | >1 377 628  | |

### 21 век
| епицентър                                         | дата                                  | географска ширина    | географска дължина     | магнитуд  | Брой жертви | Забележка                      |  |
| ------------------------------------------------- | ------------------------------------- | -------------------- | ---------------------- | --------- | ----------- | ------------------------------ |  |
| Индийски океан, крайбрежие на о-в Суматра         | 26 декември 2004                      | 3,45 с.ш.            | 94,7 и.д.              | 9,0 – 9,3 | 294 000     | No. 3 най-силните по магнитуд. |  |
| Порт-о-Пренс, Хаити                               | 15 януари 2010                        | 3,65 с.ш.            | 86,7 и.д.              | 7,0       | 200 000     | доп. информация                |  |
| Япония, крайбрежие на о-в Окинава                 | 26 февруари 2010                      | 25.902 с.ш.          | 128.417 и.д.           | 7,3       | няма данни  |                                |  |
| Чили (Каукенес, 89 km северно от град Консепсион) | 27 февруари 2010                      | -35° 50' 45.60" с.ш. | -72° 43' 8.40" и.д.    | 8,8 – 9,0 | 800         |                                |  |
| Аржентина (22 km северозападно от град Салта)     | 27 февруари 2010                      | -24° 49' 56.18" с.ш. | -65° 27' 49.21" и.д.   | 6,3       | 2           | доп. информация                |  |
| Филипините (130 km североизточно от Тугуеагарао)  | 2 март 2010                           | -18° 36' 33.75" с.ш. | -121° 04' 46.37" и.д.  | 6,1       | няма данни  |                                |  |
| Мексико, Баха Калифорния                          | 4 април 2010                          | 32° 128' 33.75" с.ш. | -115° 303' 46.37" и.д. | 7,2       | 3           |                                |  |
| Индонезия, о-в Суматра                            | 9 май 2010                            |                      |                        | 7,4       |             |                                |  |
| Ачех, Индонезия                                   | 11 април 2012                         | 2,2 с.ш.             | 93,0 и.д.              | 8,9       | 34          |                                |  |
| Хоншу, Япония                                     | 11 март 2011                          | 38,5 с.ш.            | 140,4 и.д.             | 9,0 (9,1) | 18 500      |                                |  |
| Хоншу, Япония                                     | 11 март 2011                          |                      |                        | 6,6       |             |                                |  |
| Хоншу, Япония                                     | 12 март 2011                          |                      |                        | 6,0       |             |                                |  |
| Непал (34 km изток-югоизток от Ламджунг)          | 25 април 2015, 06:11 ч.               | 28.147° с.ш.         | 84.708° и.д.           | 7,8       | 5 343       | 11 520 ранени                  |  |
| Непал (77 km източно от Катманду)                 | 26 април 2015, 12:54 ч.               | 27.75° с.ш.          | 86.00° и.д.            | 6,7       | 5 343       | 11 520 ранени                  |  |
| Еквадор                                           | 17 април 2016                         |                      |                        | 7,8       |             |                                |  |
| Турция                                            | 6 февруари 2023, 4:17 ч. местно време | 37.17 с.ш            | 37.03 и.д.             | 7,8       |             |                                |  |